# هنريكي إدواردو ألفيس
هنريكي إدواردو ألفيس (بالبرتغالية: Henrique Eduardo Alves‏) هو سياسي برازيلي، ولد في 28 ديسمبر 1948 في ريو دي جانيرو في البرازيل. حزبياً، نشط في حزب الحركة الديمقراطية ‏. في 1986 Brazilian parliamentary election ‏، انتخب عضو مجلس النواب البرازيلي ‏ عن دائرة Rio Grande do Norte ‏.